# Funiculaire de Bica

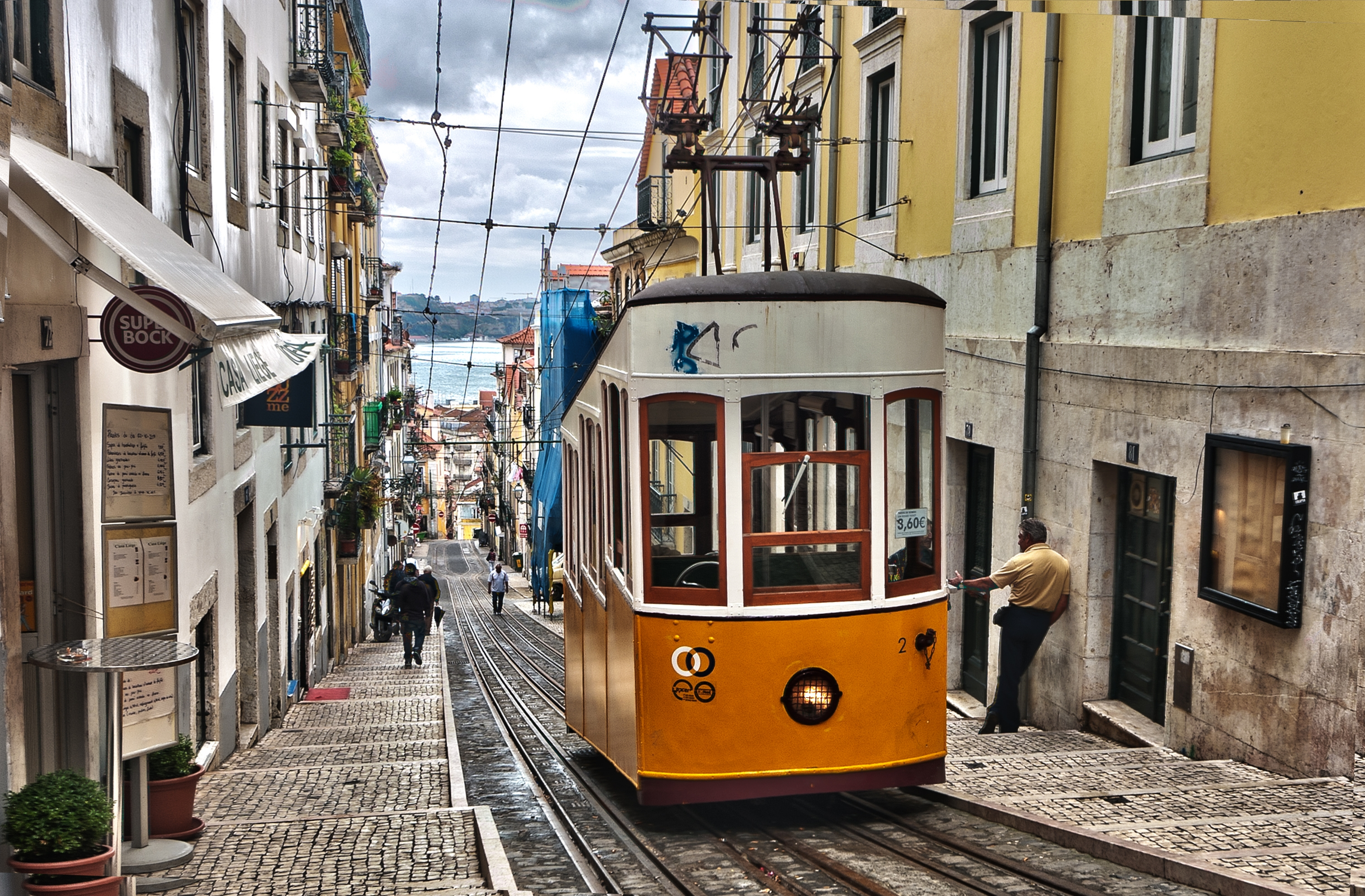
Funiculaire de Bica (Lisbonne)

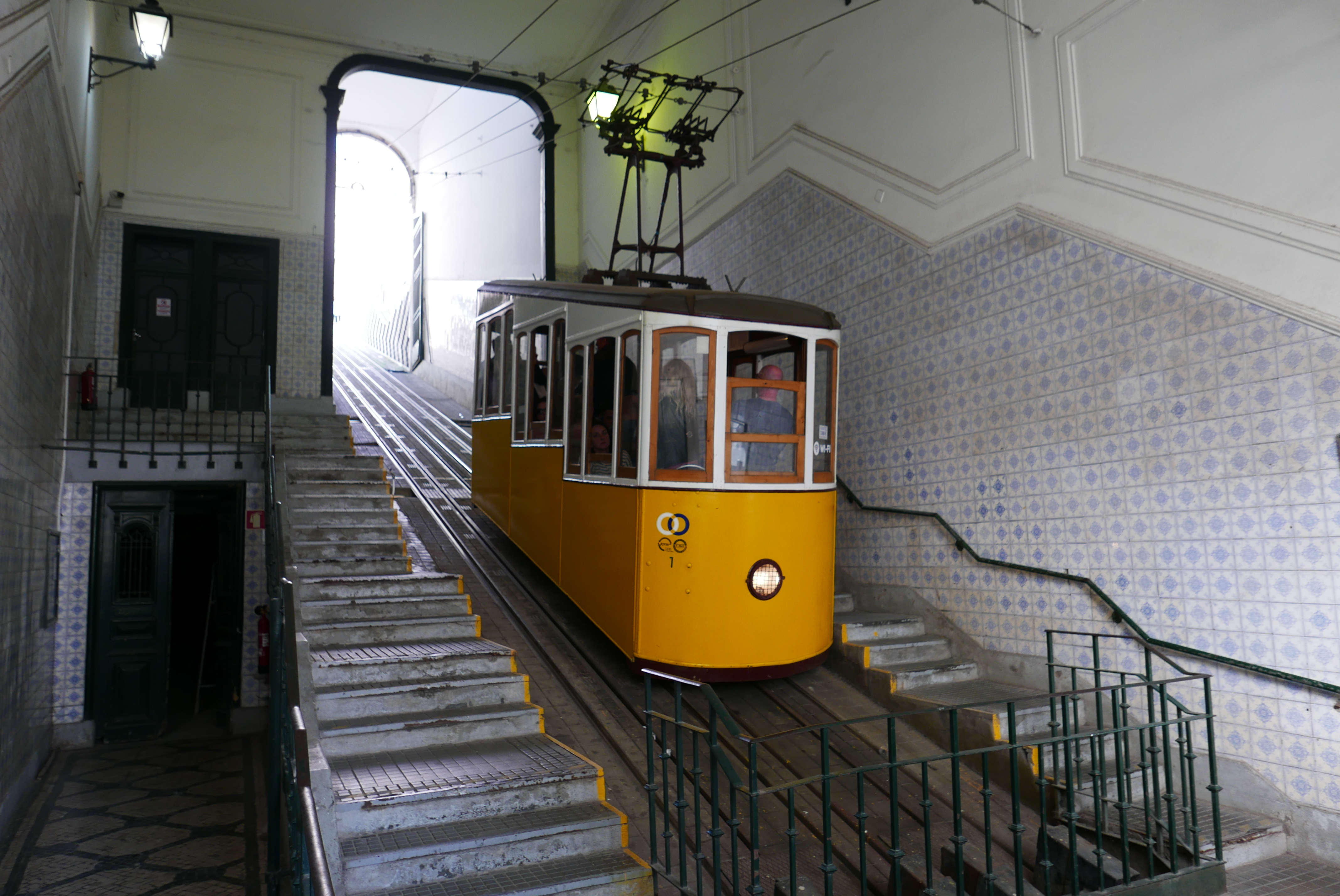
Funiculaire Da Bica

Le funiculaire de Bica (en portugais : Elevador da Bica ou Ascensor da Bica) est un funiculaire de Lisbonne, qui relie la Calçada do Combro/Rua do Loreto et la Rua de S. Paulo. Carris en est la société exploitante.

## Historique
Initialement conçu par l'ingénieur Raoul Mesnier du Ponsard, le funiculaire a été inauguré le 28 juin 1892 et reconstruit par Theodor Bell & Cie en 1927. Il remonte la Rua da Bica de Duarte Belo sur 245 mètres à partir de Rua S. Paulo. La station inférieure de ce funiculaire est presque cachée derrière une façade sur la rue São Paulo avec l'inscription « Ascensor da Bica ». Il a été classé monument historique du Portugal en 2002.